# Bolsa del Pacífico Sur
La South Pacific Stock Exchange (en español: Bolsa de Valores del Pacífico Sur) es la bolsa de valores de las islas Fiyi. Está ubicada en la capital Suva. Fue fundada en 1979.